# Regeneration
Regeneration je tretji studijski album slovenske rock skupine Tide, izdan leta 2009 pri založbi CPZ Records. Frontman Kevin Koradin, ki je napisal in odigral skoraj vso inštrumentalno podlago albuma, je za album rekel, da »popolnoma drugačen od vsega, kar smo predstavili do zdaj«. Dodal je šeː »Rdeča nit plošče so zrelost, iskrenost, spremembe in želja po nečem novem, s pogledom v prihodnost«.

## Seznam pesmi
Vse pesmi je napisal in uglasbil Kevin Koradin.
| Št.             | Naslov                 | Dolžina |
| --------------- | ---------------------- | ------- |
| 1.              | „Regeneration‟         | 2:43    |
| 2.              | „Waste No Time‟        | 3:24    |
| 3.              | „Best Friend‟          | 2:53    |
| 4.              | „Adieu‟                | 3:08    |
| 5.              | „Reptiles‟             | 3ː19    |
| 6.              | „You‟                  | 4ː37    |
| 7.              | „Let Me Sleep‟         | 5ː40    |
| 8.              | „To Be Your Lover‟     | 2ː56    |
| 9.              | „All the Things‟       | 3ː36    |
| 10.             | „Love Train‟           | 3ː48    |
| 11.             | „So Lonely‟            | 4ː15    |
| 12.             | „Don't Lose Your Mind‟ | 4ː04    |
| Skupna dolžina: | Skupna dolžina:        | 44ː22   |

## Zasedba
Avtorske pravice so povzete po Rockline.
- Kevin Koradin — vokal, kitara, klaviature, programiranje
- Clifford Goilo — programiranje bobnov
- Renee Kuhlmann — bobni
- Matthijs Lievaart — violina (12)